# Nazionale olimpica di calcio della Polonia
La nazionale olimpica di calcio polacca è la rappresentativa calcistica della Polonia che partecipa ai giochi olimpici ed è posta sotto l'egida della PZPN. Vinse l'oro alle olimpiadi del 1972 ed ottenne l'argento nel 1976 e nel 1992.

## Partecipazione ai tornei internazionali
Nota bene: come previsto dai regolamenti FIFA, le partite terminate ai tiri di rigore dopo i tempi supplementari sono considerate pareggi.

### Olimpiadi
| Anno | Luogo             | Piazzamento      | V | N | P | Gol  |
| ---- | ----------------- | ---------------- | - | - | - | ---- |
| 1952 | Helsinki          | Ottavi di finale | 1 | 0 | 1 | 2:3  |
| 1956 | Melbourne         | Non partecipante | - | - | - | -    |
| 1960 | Roma              | Primo turno      | 1 | 0 | 2 | 7:5  |
| 1964 | Tokyo             | Non qualificata  | - | - | - | -    |
| 1968 | Città del Messico | Non qualificata  | - | - | - | -    |
| 1972 | Monaco di Baviera | Oro              | 6 | 1 | 0 | 21:5 |
| 1976 | Montréal          | Argento          | 3 | 1 | 1 | 11:5 |
| 1980 | Mosca             | Non qualificata  | - | - | - | -    |
| 1984 | Los Angeles       | Non qualificata  | - | - | - | -    |
| 1988 | Seul              | Non qualificata  | - | - | - | -    |
| 1992 | Barcellona        | Argento          | 4 | 1 | 1 | 17:6 |
| 1996 | Atlanta           | Non qualificata  | - | - | - | -    |
| 2000 | Sydney            | Non qualificata  | - | - | - | -    |
| 2004 | Atene             | Non qualificata  | - | - | - | -    |
| 2008 | Pechino           | Non qualificata  | - | - | - | -    |
| 2012 | Londra            | Non qualificata  | - | - | - | -    |
| 2016 | Rio de Janeiro    | Non qualificata  | - | - | - | -    |
| 2020 | Tokyo             | Non qualificata  | - | - | - | -    |
| 2024 | Parigi            | Non qualificata  | - | - | - | -    |

## Palmarès
- Oro Olimpico: 1

Monaco di Baviera 1972
- Argento olimpico: 2

Montréal 1976, Barcellona 1992

## Tutte le rose

### Giochi olimpici
Calcio ai Giochi Olimpici Estivi 19521 Stefaniszyn, 2 Gędłek, 3 Banisz, 4 Suszczyk, 5 Cebula, 6 Bieniek, 7 Trampisz, 8 Jaskowski, 9 Alszer, 10 Cieślik, 11 Wiśniewski, 12 Szymkowiak, 13 Glimas, 14 Kaszuba, 15 Mamoń, 16 Sobek, 17 Krasówka, CT: Matyas
Calcio ai Giochi Olimpici Estivi 1960P Fołtyn, P Stefaniszyn, P Szymkowiak, D Florenski, D Grzybowski, D Pala, D Woźniak, C Grzegorczyk, C Strzykalski, C Szczepański, C Zientara, A Brychczy, A Faber, A Gadecki, A Hachorek, A Jarek, A Lentner, A Norkowski, A Pohl, CT: Prouff
Calcio ai Giochi Olimpici Estivi 19721 Kostka, 2 Szymanowski, 3 Gorgoń, 4 Anczok, 5 Ćmikiewicz, 6 Maszczyk, 7 Szymczak, 8 Szołtysik, 9 Deyna, 10 Lubański, 11 Gadocha, 12 Kmiecik, 13 Kraska, 14 Ostafiński, 15 Lato, 16 Marx, 17 Jarosik, 18 Szeja, 19 Gut, CT: Górski
Calcio ai Giochi Olimpici Estivi 19761 Tomaszewski, 2 Szymanowski, 3 Gorgoń, 4 Rudy, 5 Żmuda, 6 Maszczyk, 7 Lato, 8 Kasperczak, 9 Deyna, 10 Szarmach, 11 Kmiecik, 12 Mowlik, 13 Wawrowski, 14 Wieczorek, 15 Ćmikiewicz, 16 Benigier, 17 Ogaza, CT: Górski
Calcio ai Giochi Olimpici Estivi 19921 Kłak, 2 Jałocha, 3 Łapiński, 4 Koźmiński, 5 Wałdoch, 6 Gęsior, 7 Świerczewski, 8 Adamczuk, 9 Mielcarski, 10 Brzęczek, 11 Juskowiak, 12 Onyszko, 13 Staniek, 14 Bajor, 15 Kobylański, 16 Waligóra, 17 Szubert, 18 Wieszczycki, 19 Koseła, 20 Kowalczyk, CT: Wójcik
NOTA: Per le informazioni sulle rose precedenti al 1952 visionare la pagina della Nazionale maggiore.